# Banco (police de caractères)
Pour les articles homonymes, voir Banco.
Banco est une police de caractères dessinée en 1951 par Roger Excoffon pour la fonderie Olive. Ce caractère de titrage est classé parmi les manuaires dans la classification Vox-Atypi.